# Јапански дрворез
Јапански дрворез (јап. 木版画, мокухага) је штампарска техника позната по употреби у уметничком жанру укијо-е, али се користила и за штампање књига. Била је у честој употреби у Јапану у време Едо периода (1603–1868). Слична је западном дрворезу за израду штампаних отисака. Разликује се по томе што се у Јапану користе тинте растворљиве у води, док се на западу користе тинте растворљиве у уљу. Јапанска тинта је карактеристична по спектру живих боја, лазури и прозрачности.